# Phrynomedusa bokermanni
Phrynomedusa bokermanni é uma espécie de anfíbio da família Phyllomedusidae. Endêmica do Brasil, onde pode ser encontrada apenas no município de Mongaguá no estado de São Paulo.